# Areva laticilia
Areva laticilia là một loài bướm đêm thuộc phân họ Arctiinae, họ Erebidae.